# 万里小路資通
万里小路 資通（までのこうじ すけみち）は、鎌倉時代中期の公卿。参議吉田資経の四男で藤原北家勧修寺流の万里小路家の祖。万里小路宣房の父。

## 経歴
父資経からは「器量者」として高く評価されており、従三位にまで進んだが、四男であったことに加えて勧修寺流長者の条件とされた蔵人、弁官に任じられなかったなど官職にも恵まれず非参議で終わった。また、昇進においても能吏として知られた甥にあたる坊城俊定や中御門経任にも差をつけられて、弘安7年（1284年）に所領を巡って俊定と争った際には関白鷹司兼平の支持を受けたにもかかわらず敗訴している。この年に出家して家督を子の宣房に譲った。万里小路家は有能な子孫に恵まれて後世大いに繁栄することになる。

## 系譜
- 父：吉田資経（1181-1251）
- 母：不詳
- 妻：八幡検校宗清の娘
  - 男子：万里小路宣房（1258-1348?）